# Nykøbing-Rørvigs kommun
Nykøbing-Rørvigs kommun låg i det dåvarande amtet Vestsjællands amt i Danmark. Kommunen hade 7 482 invånare (2004) och en yta på 39,99 km².
2007 blev kommunen sammanslagen med Dragsholms kommun och Trundholms kommun till Odsherreds kommun.